# Marc Föcking
Marc Föcking (* 25. Dezember 1962 in Eschwege) ist ein deutscher Romanist und Literaturwissenschaftler.
Föcking studierte nach dem Abitur am Collegium Augustinianum Gaesdonck in Bonn, München und Mailand Romanistik, Germanistik und Philosophie. 1994 wurde er in Berlin promoviert mit einer Dissertation über die religiöse Lyrik des italienischen Barockdichters Angelo Grillo, und 1999 habilitierte er sich dort in Romanischer Philologie mit einer Arbeit zum Verhältnis von französischer Literatur und Wissenschaft im 19. Jahrhundert. Seit 2003 ist Föcking Professor für französische und italienische Literaturwissenschaft an der Universität Hamburg. Der Akademie der Wissenschaften zu Göttingen gehört er seit 2013 als ordentliches Mitglied an.
Marc Föcking ist mit Friederike Föcking verheiratet und hat mit ihr zwei Kinder.

## Schriften
Monographien
- Rime sacre und die Genese des barocken Stils. Untersuchungen zur Stilgeschichte geistlicher Lyrik in Italien 1536-1614 (= Text und Kontext. Bd. 12). Steiner, Stuttgart 1994, ISBN 3-515-06352-8.
- Pathologia litteralis. Erzählte Wissenschaft und wissenschaftliches Erzählen im französischen 19. Jahrhundert (= Romanica Monacensia. Bd. 63). Narr, Tübingen 2002, ISBN 3-8233-5613-5.

Herausgeberschaften
- mit Bernhard Huß: Varietas und ordo. Zur Dialektik von Vielfalt und Einheit in Renaissance und Barock (= Text und Kontext. Bd. 18). Steiner, Stuttgart 2003, ISBN 3-515-08258-1.
- mit Volker Steinkamp: Giacomo Leopardi. Dichtung und Wissenschaft im frühen 19. Jahrhundert  (= Romanistik. Bd. 12.). Lit, Münster 2004, ISBN 3-8258-6555-X.
- mit Gernot Michael Müller: Abgrenzung und Synthese. Lateinische Dichtung und volkssprachliche Traditionen in Renaissance und Barock (= Germanisch-romanische Monatsschrift. Beiheft 31). Winter, Heidelberg 2007, ISBN 978-3-8253-5393-3.
- mit Astrid Böger: James Bond. Anatomie eines Mythos  (= Beiträge zur neueren Literaturgeschichte. Bd. 289). Winter, Heidelberg 2012, ISBN 978-3-8253-5878-5.